# Nibork (Sorkwity)
Nibork (deutsch Neberg) ist ein Dorf in der polnischen Woiwodschaft Ermland-Masuren. Es gehört zur Landgemeinde Sorkwity (deutsch Sorquitten) im Powiat Mrągowski (Kreis Sensburg).

## Geographische Lage
Nibork liegt westlich des Jezioro Lampackie (deutsch Sorquitter See, Lampatzki-See) in der südlichen Mitte der Woiwodschaft Ermland-Masuren, 13 Kilometer südwestlich der Kreisstadt Mrągowo (deutsch Sensburg).

## Geschichte
Das kleine um 1900 Neeberg genannte Dorf bildete mit seinen Gütern Groß Kosarken-Dönhoffstädt (1938 bis 1945 Köhlersgut, polnisch Kozarek Wielki) und Groß Kosarken-Wehlack (1938 bis 1945 Köhlershof, polnisch Kozarek Mały) einen Gutsbezirk, der 1874 in den neu errichteten Amtsbezirk Sorquitten (polnisch Sorkwity) aufgenommen wurde und dem er innerhalb des Kreises Sensburg im Regierungsbezirk Gumbinnen (1905 bis 1945: Regierungsbezirk Allenstein) in der preußischen Provinz Ostpreußen bis 1945 angehörte.
Aufgrund der Bestimmungen des Versailler Vertrags stimmte die Bevölkerung im Abstimmungsgebiet Allenstein, zu dem Neberg gehörte, am 11. Juli 1920 über die weitere staatliche Zugehörigkeit zu Ostpreußen (und damit zu Deutschland) oder den Anschluss an Polen ab. In Neberg stimmten 80 Einwohner für den Verbleib bei Ostpreußen, auf Polen entfielen keine Stimmen.
Als 1945 in Kriegsfolge das gesamte südliche Ostpreußen an Polen überstellt wurde, war auch Neberg davon betroffen. Das Dorf erhielt die polnische Namensform „Nibork“ und ist heute Sitz eines Schulzenamtes (polnisch Sołectwo) und als solches eine Ortschaft innerhalb der Landgemeinde Sorkwity (Sorquitten) im Powiat Mrągowski (Kreis Sensburg), bis 1998 der Woiwodschaft Olsztyn, seither der Woiwodschaft Ermland-Masuren zugehörig.

### Einwohnerzahlen
| Jahr | Anzahl |
| ---- | ------ |
| 1871 | 131    |
| 1885 | 142    |
| 1905 | 108    |
| 1910 | 101    |
| 1933 | 206    |
| 1939 | 191    |
| 2011 | 168    |

## Kirche
Bis 1945 war Neberg in die evangelische Kirche Sorquitten in der Kirchenprovinz Ostpreußen der Kirche der Altpreußischen Union sowie in die katholische Kirche Stanislewo (1931 bis 1945 Sternsee, polnisch Stanclewo) im damaligen Bistum Ermland eingepfarrt. Heute gehört Nibork zur evangelischen Pfarrei Sorkwity in der Diözese Masuren der Evangelisch-Augsburgischen Kirche in Polen, außerdem zur katholischen Pfarrei Sorkwity im jetzigen Erzbistum Ermland innerhalb der polnischen katholischen Kirche.

## Verkehr
Nibork liegt südlich der polnischen Landesstraße 16 (frühere deutsche Reichsstraße 127) und ist von Sorkwity aus auf einer Nebenstraße nach Miłuki (Millucken) zu erreichen. Eine Bahnanbindung besteht nicht.